# Réactif de Schweizer

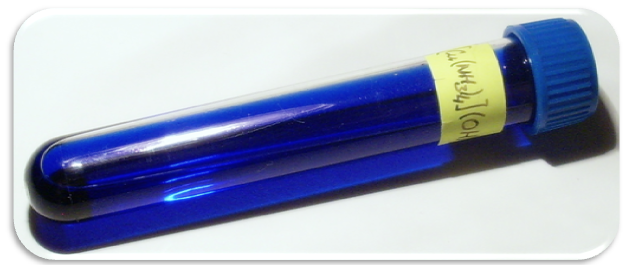
Réactif de Schweitzer.

Le réactif de Schweizer, également appelé Cuoxam, est une solution aqueuse d'hydroxyde de tétraamminecuivre(II) de couleur bleue intense et de formule chimique [Cu(NH3)4](OH)2·3H2O. Nommée en référence au chimiste suisse Matthias Eduard Schweizer (en) qui l'a découverte au XIXe siècle, cette solution est encore utilisée pour déterminer la masse moléculaire d'échantillons de cellulose. La cellulose est en effet totalement insoluble dans l'eau mais se dissout dans le réactif de Schweitzer, ce qui permet de l'extraire de la pâte à papier, du coton et d'autres sources de cellulose naturelle. Elle précipite par acidification de la solution. L'interaction entre la cellulose et le réactif de Schweitzer fait intervenir les diols vicinaux du biopolymère.
Le réactif de Schweitzer peut être obtenu en traitant de la limaille de cuivre avec une solution d'ammoniaque NH4OH à 20 % contenant du chlorure d'ammonium NH4Cl le tout dans un flux d'air. Une autre méthode consiste à dissoudre de l'hydroxyde de cuivre(II) Cu(OH)2 éventuellement avec du sulfate de cuivre(II) CuSO4·3Cu(OH)2 dans de l'ammoniaque.